# 吉成洋拍
吉成 洋拍（よしなり ひろはく、1971年10月23日 - 2021年5月12日）は、福島県在住の飲食店経営、理美容店経営、特定非営利活動法人（NPO）チームふくしま 理事。福島県出身。

## 人物
福島県内で活動している経営者である。飲食、理美容経営だけでなく、さまざまなイベント活動、支援活動を展開しニックネーム「ハグちゃん」の愛称で老若男女問わず親しまれる存在。
東日本大震災当時は、地元の飲食店仲間と避難所で炊き出しを行い各地域の住民との交流を行った。
その後、福島ひまわり里親プロジェクトの活動を運営する特定非営利活動法人 チームふくしまの理事として福島と全国を繋ぐ活動も積極的に行っている。
2009年には福島県福島市で2000人規模のイベントふくしま夢学園文化祭を主催し県内だけでなく全国から多くの方が参加した。イベントは２日間に渡り行われ、２日目には地方大会が初となるドリームプランプレゼンテーション 福島を開催した。
2021年に死去したが、通夜・葬儀では、その様子がライブ配信された。

## 来歴
- 1971年10月23日 - 福島県福島市で誕生。
- 1990年 - 福島県立福島東高等学校卒業、テキサスA&M大学連携校入学。
- 2009年 - 福島県福島市で2,000人規模のイベント　ふくしま夢学園文化祭開催。ふくしま屋台村 サムライの台所オープン。講演「仕事のココロ得」講師。
- 2010年 - ふくしま屋台村 ONE PIECEオープン（改名）。
- 2012年 - 2012年ふくしま復興大使 優秀作品賞 受賞。「とんかつDining&Chotbar agato」オープン（移転、改名）。
- 2013年 - CafeDining agatoオープン（移転、改名）。
- 2014年 - CafeDining agato閉店。
- 2017年 - 「breath Pizza」オープン（のちに改名）。
- 2018年 - 理容師免許取得。「BLTカフェ」オープン[3]。
- 2019年 - BLTカフェにて「お互い様の街ふくしま」開始。
- 2020年 - BLT子ども食堂活動開始。
- 2021年 -「みんなの食糧庫」稼働、福島市子ども食堂マイスター認定、福島市マリッジサポーター登録。
- 2021年5月12日 - 急性大動脈解離により、死去。49歳没。

## 社会活動
- 2011年にはじまった福島ひまわり里親プロジェクトでは累計約65万人の全国の方、教育機関は約6,000校が参加し、福島と全国を繋ぐ活動を行っている。
- 東日本大震災で世界中から応援や支援をいただいたが、福島は放射能に溢れ、世界一同情された街となった状況を福島県の経営者として「世界一優しさに溢れた、お互いさまの街ふくしま」をつくることが震災後の福島が目指すべき姿だと考える。
- 2017年、福島市で障がい者も一緒に生き生きと働けるお店を実現するため、「breath Pizza」をオープン。精神障がいや学習障がいなど多様な障がいを持った方が適材適所で得意なことを伸ばせるような工夫を凝らしていた。
- 2018年、「breath Pizza」を「BLTカフェ」と改名し。リニューアルオープン。地域に役立つお店を目指し、BLTカフェにてペイ・フォワード制度を開始。この制度は、BLTカフェを利用した方が、見知らぬ誰かのために店内で使える「お互いさまチケット」を先に支払い、それ以降に来た人が「お互いさまチケット」を使うことで、無料で食事ができるという仕組み。[4]
- 2020年10月には「家族団らん」をテーマとした「BLT子ども食堂」を開始。福島市内の子どもがいる世帯を対象に、毎月1回、お弁当や食材を提供。一般的な子ども食堂の食事提供は子どもだけだが、「BLT子ども食堂」では、親が食べず子どもだけ食べてもおいしく食事できない、という想いのもと、家族全員で食事がとれるよう準備する。[5]
- 2021年2月から飲食店以外でもできる恩送り活動の一環として「みんなの食糧庫」を開始。BLTカフェの前に棚と冷蔵庫を置き、地域の人が自宅にある不用品や食料品、食材などを置いていき、必要な人はだれでも自由に持っていくことができる取り組み。毎日、日用品から野菜、缶詰、子どものおもちゃまで見知らぬ誰かから寄せられ、見知らぬ誰かに活用されて恩送りが実現できている。[6]
- 没後の2022年4月、日本初、ペイ・フォワード型献血「ハグの献血キャンペーン」が開催。福島県赤十字血液センターとコラボし、献血した方の人数に応じて福島県内の子ども食堂にペイ・フォワードでレトルトカレーを寄贈する。このキャンペーンは、吉成が生前手術をする際に大量に血液が必要と知ったことがきっかけ。手術では約60人分の血液を使った。その際、献血をSNSで呼びかけると、県内外の沢山の方が献血センターへ足を運んだ。[7]

## 「ハグちゃん」という愛称
HUG=ハグ、洋拍（ひろはく）→はく→ハグ。
初めは「ハグハグ」と呼ばれていたが、今では「ハグちゃん」が定着。
また、日本ハグ協会の活動にも共感しハグと名乗るきっかけとなった。

## 書籍
- 書籍　百人百話　第二集 インタビュー掲載 第52話 吉成洋拍さん『親父の家業を継いで』
- 書籍「ひまわりが咲くたびに“ふくしま”が輝いた！」
- 書籍「福島ひまわり里親プロジェクト物語 チームふくしまの軌跡」
- NPO法人チームふくしま（著）Noriko（文）『お互いさまの街ふくしま発　"恩送り"が世界を変える！　仕事も人生もうまくいく究極の生き方』ごま書房新社、2025年出版予定

## 作品文集
- 「ふくしまからのメッセージ」優秀作品7 【一般部門】「ありがとう」と共に　未来へ向かって